# Casa Doctor Genové

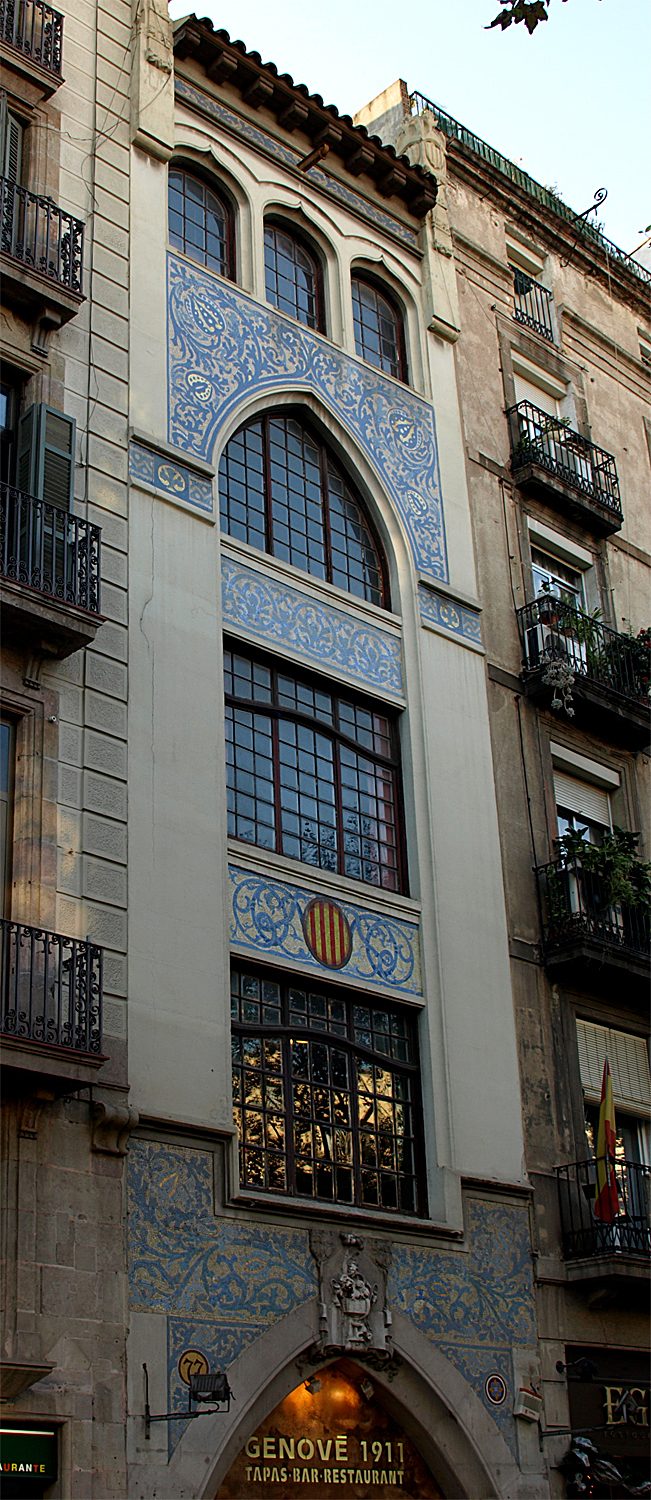
Fachada de la casa del Doctor Genové.

La casa del Doctor Genové es un edificio modernista situado en el número 77 de la La Rambla de Barcelona.
Encargado por el Dr. Genové, para dedicarlo a farmacia la planta baja y los pisos a laboratorio, fue realizado por el arquitecto Enric Sagnier i Villavecchia en el año 1911, demostrando una gran profesionalidad al conseguir tan buen resultado con la gran estrechez de la fachada. Esta es con cierto aire de neogoticismo. En la planta baja, la entrada a la farmacia se hizo con un arco apuntado en cuya clave se encuentra un relieve simbólico. Lo que más destaca de toda la fachada son los mosaicos azules y dorados realizados por Lluís Bru, que enmarcan también otro arco apuntado del tercer piso, el remate del edificio se hace con un voladizo decorado con el mismo tipo de cerámica.
Se han perdido los vitrales y el rótulo de hierro forjado que anunciaba la farmacia.